# Efekt inkumbencji
Efekt inkumbencji – efekt, zgodnie z którym piastowanie konkretnego urzędu zwiększa szanse na jego ponowne objęcie poprzez istnienie wpływu na zysk wyborczy w kolejnych wyborach.